# Институт биологических проблем криолитозоны СО РАН
Институт биологических проблем криолитозоны СО РАН — институт Сибирского отделения Российской академии Наук, организованный в 1951 году. Расположен в Якутске.

## Общие сведения
Основными направлениями научной деятельности является исследование экологии организмов и сообществ (структурно-динамическая организация, функционирование и устойчивость экосистем) а также их биоразнообразие.

## История
- 1951 — Институт биологии ЯФ АН СССР (распоряжение СМ СССР № 17262-р от 17.09.1951)
- 1989 — Якутский институт биологии СО АН СССР (Постановление Президиума АН СССР от 27.06.1989 № 579)
- 1997 — Институт биологических проблем криолитозоны Сибирского отделения Российской академии наук (постановление Президиума РАН от 26.12.1997 № 215)

### Директора института[1]
- 1952-1954 — Дадыкин, Всеволод Петрович
- 1954-1957 — Глембоцкий, Яков Лазаревич
- 1957-1960 — Зольников, Василий Георгиевич
- 1960-1968 — Тавровский, Вульф Абрамович
- 1968-1986 — Щербаков, Игорь Петрович
- 1986-1997 — Соломонов, Никита Гаврилович
- 1997-2006 — Иванов, Борис Иванович
- 2007-2017 — Ремигайло, Павел Александрович
- 2018- наст. время — Охлопков, Иннокентий Михайлович

## Структура
- Лаборатории:
  - Экологии наземных позвоночных животных
  - Систематики и экологии беспозвоночных
  - Флористики и геоботаники
  - Горных и субарктических экосистем
  - Экологии почв и аласных экосистем
  - Мерзлотного лесоведения
  - Биогеохимических циклов мерзлотных экосистем
  - Якутский ботанический сад (на правах филиала)[2][3]
  - Генезиса почв и радиобиологии
  - Экологии млекопитающих
  - Экологической, медицинской биохимии, биотехнологии и радиобиологии
  - Популяционной биологии луговых растений

## Сотрудники института
- член-корреспондент РАН, профессор, д.б.н. Н. Г. Соломонов (1929-2024).
- д.б.н. Р. В. Десяткин, лауреат золотой медали имени В. В. Докучаева (2016).

## Дирекция
- Директор — Охлопков Иннокентий Михайлович, к.б.н.
- Заместители директора по научной работе (и. о.):
  - Исаев Александр Петрович, д.б.н.